# Coelioxys pampeana
Coelioxys pampeana är en biart som beskrevs av Holmberg 1887. Coelioxys pampeana ingår i släktet kägelbin, och familjen buksamlarbin. Inga underarter finns listade i Catalogue of Life.